# Nati nel 1979/Febbraio
| Questa pagina contiene informazioni ricavate automaticamente dalle voci biografiche con l'ausilio del template Bio e di un bot. L'aggiornamento è periodico e automatico e ricostruisce completamente la pagina. Se manca una persona in questa lista, sei pregato di non aggiungerla, ma accertati piuttosto che la sua voce biografica contenga il template Bio e che i dati anagrafici siano correttamente compilati. Se il template Bio manca, inseriscilo tu stesso o, in alternativa, metti l'avviso {{tmp\|Bio}} che ne segnala la mancanza. Se i dati riportati sono sbagliati, correggi direttamente la voce biografica; le modifiche saranno visibili in questa lista entro pochi giorni. Per chiarimenti vedi il progetto biografie. La lista contiene solo le 382 persone che sono citate nell'enciclopedia e per le quali è stato implementato correttamente il template Bio. Pagina aggiornata al 18 ago 2025. |

- 1º febbraio - Ana Alexander, attrice e modella serba
- 1º febbraio - Mahek Chahal, attrice norvegese
- 1º febbraio - Michael Galea, ex calciatore maltese
- 1º febbraio - Aleksandr Galkin, scacchista russo
- 1º febbraio - Patrick Hässig, conduttore radiofonico, infermiere e politico svizzero
- 1º febbraio - Jason Isbell, cantautore e chitarrista statunitense
- 1º febbraio - Jason Lader, musicista, produttore discografico e tecnico del suono statunitense
- 1º febbraio - Rachelle Lefèvre, attrice canadese
- 1º febbraio - Ionela Loaieș, ex ginnasta rumena
- 1º febbraio - Vidal Massiah, ex cestista canadese
- 1º febbraio - Julie Roberts, cantante statunitense
- 1º febbraio - Aino-Kaisa Saarinen, ex fondista finlandese
- 1º febbraio - Clodoaldo Silva, nuotatore brasiliano
- 1º febbraio - Juan Silveira dos Santos, ex calciatore brasiliano
- 1º febbraio - Kenyatta Walker, ex giocatore di football americano statunitense
- 2 febbraio - Urmo Aava, pilota di rally estone
- 2 febbraio - Gloria Bellicchi, attrice, personaggio televisivo e ex modella italiana
- 2 febbraio - Sandy Casar, ex ciclista su strada francese
- 2 febbraio - Fanī Chalkia, ostacolista e velocista greca
- 2 febbraio - Feliciano Magro, ex calciatore svizzero
- 2 febbraio - Stefania Maimone, ex cestista italiana
- 2 febbraio - Rubén Pulido, ex calciatore spagnolo
- 2 febbraio - Olav Råstad, ex calciatore norvegese
- 2 febbraio - Shamita Shetty, attrice indiana
- 2 febbraio - Irini Terzoglou, ex pesista greca
- 2 febbraio - Ivan Tomeljak, ex cestista croato
- 2 febbraio - Phil Warner, ex calciatore inglese
- 2 febbraio - Ksenija Zikunkova, ex biatleta bielorussa
- 3 febbraio - Vesna Čitaković, ex pallavolista serba
- 3 febbraio - Epifanio I, arcivescovo ortodosso ucraino
- 3 febbraio - Becca Fitzpatrick, scrittrice statunitense
- 3 febbraio - Mizuho Kusanagi, fumettista giapponese
- 3 febbraio - Ray Jónsson, ex calciatore filippino
- 3 febbraio - Ransom Riggs, scrittore statunitense
- 3 febbraio - Costa Ronin, attore russo
- 3 febbraio - Wouter Vrancken, allenatore di calcio e ex calciatore belga
- 4 febbraio - Andrėj Arloŭski, artista marziale misto bielorusso
- 4 febbraio - Johan Coenen, ex ciclista su strada belga
- 4 febbraio - Annick De Ridder, avvocata e politica belga
- 4 febbraio - Carlos Richard Díaz, ex calciatore uruguaiano
- 4 febbraio - Mareva Galanter, modella, attrice e cantante francese
- 4 febbraio - Huang Xu, ginnasta cinese
- 4 febbraio - Kang Ji-suk, ex cestista sudcoreana
- 4 febbraio - Lee Sang-hong, ex calciatore sudcoreano
- 4 febbraio - Ben Lerner, scrittore e poeta statunitense
- 4 febbraio - Cinzia Molena, attrice, personaggio televisivo e ex modella italiana
- 4 febbraio - Jeff Morrison, ex tennista statunitense
- 4 febbraio - Giorgio Pantano, ex pilota automobilistico italiano
- 4 febbraio - Denis Popov, ex calciatore e allenatore di calcio russo
- 4 febbraio - Manuel Pozzerle, snowboarder italiano
- 4 febbraio - Ebrahim Sadeqi, calciatore iraniano
- 4 febbraio - Willamis de Souza Silva, ex calciatore brasiliano
- 5 febbraio - Alex Baresi, ex attore pornografico e modello italiano
- 5 febbraio - Camille Cooper, ex cestista statunitense
- 5 febbraio - Stephan David, calciatore trinidadiano
- 5 febbraio - Muhammad Ali d'Egitto, principe egiziano
- 5 febbraio - Wesley Eisold, cantante e musicista statunitense
- 5 febbraio - Paulo Gonçalves, pilota motociclistico portoghese († 2020)
- 5 febbraio - Mirko Hrgović, allenatore di calcio e ex calciatore bosniaco
- 5 febbraio - Steve Lekoelea, ex calciatore sudafricano
- 5 febbraio - Tom May, rugbista a 15 inglese
- 5 febbraio - Ilaria Salvatori, ex schermitrice italiana
- 5 febbraio - Dan Vîlceanu, politico rumeno
- 5 febbraio - Zhou Ting, calciatore cinese
- 6 febbraio - Volodymyr Bileka, ciclista su strada ucraino
- 6 febbraio - Ivan Bošnjak, ex calciatore croato
- 6 febbraio - Dan Bălan, cantante, produttore discografico e compositore moldavo
- 6 febbraio - Nicola Drocco, ex skeletonista italiano
- 6 febbraio - Helena Erbenová, ex fondista e triatleta ceca
- 6 febbraio - Giōrgos Kazantzīs, ex calciatore greco
- 6 febbraio - Stipe Matić, ex calciatore croato
- 6 febbraio - Pablo Orbaiz, ex calciatore spagnolo
- 6 febbraio - Reentko Dirks, chitarrista, percussionista e compositore tedesco
- 6 febbraio - Natal'ja Safronova, ex pallavolista russa
- 6 febbraio - Alice Weidel, politica tedesca
- 6 febbraio - Doaa el-Adl, vignettista egiziana
- 7 febbraio - Nikos Androulakis, politico greco
- 7 febbraio - Michele Barcaiuolo, politico italiano
- 7 febbraio - Daniel Bierofka, allenatore di calcio e ex calciatore tedesco
- 7 febbraio - Nicola Campedelli, allenatore di calcio e ex calciatore italiano
- 7 febbraio - Luis Carrión, allenatore di calcio e ex calciatore spagnolo
- 7 febbraio - Nicolas Dieuze, ex calciatore francese
- 7 febbraio - Birahim Diop, ex calciatore senegalese
- 7 febbraio - Florian Eckert, ex sciatore alpino tedesco
- 7 febbraio - Meike Freitag, ex nuotatrice tedesca
- 7 febbraio - Tawakkol Karman, politica e attivista yemenita
- 7 febbraio - Jurij Krivcov, ex ciclista su strada ucraino
- 7 febbraio - Thomas Mandl, ex calciatore austriaco
- 7 febbraio - Andrea Pinzan, ex calciatore italiano
- 7 febbraio - Semeka Randall, ex cestista e allenatrice di pallacanestro statunitense
- 7 febbraio - Cerina Vincent, attrice e scrittrice statunitense
- 8 febbraio - Maciej Bogucki, pentatleta polacco
- 8 febbraio - Lionel Cappone, ex calciatore francese
- 8 febbraio - Denisa Chládková, ex tennista ceca
- 8 febbraio - Michele Cocchi, psicoterapeuta e scrittore italiano († 2022)
- 8 febbraio - Antonio Hidalgo, allenatore di calcio e ex calciatore spagnolo
- 8 febbraio - Pedro Júlio Marques Ribeiro, ex calciatore portoghese
- 8 febbraio - Aleksej Mišin, ex lottatore russo
- 8 febbraio - Martin Rowlands, ex calciatore irlandese
- 8 febbraio - Massimiliano Virgilio, scrittore italiano
- 8 febbraio - Josh Keaton, doppiatore e musicista statunitense
- 9 febbraio - Damián Albil, ex calciatore argentino
- 9 febbraio - Maurizio Bedin, ex calciatore italiano
- 9 febbraio - Marco Caneira, ex calciatore portoghese
- 9 febbraio - Nicolás Córdova, allenatore di calcio, dirigente sportivo e ex calciatore cileno
- 9 febbraio - Carlos Ramón Hidalgo, ex calciatore ecuadoriano
- 9 febbraio - Mario Jurić, astronomo croato
- 9 febbraio - İnanç Koç, ex cestista e allenatore di pallacanestro turco
- 9 febbraio - Aýdar Kümisbekov, ex calciatore kazako
- 9 febbraio - Alain Kécine, ex calciatore francese
- 9 febbraio - Elisa Lavia, ex calciatrice italiana
- 9 febbraio - Gábor Máté, discobolo ungherese
- 9 febbraio - Ricardo Páez, allenatore di calcio e ex calciatore venezuelano
- 9 febbraio - Sullivan Phillips, allenatore di pallacanestro e ex cestista bermudiano
- 9 febbraio - Ânderson Polga, ex calciatore brasiliano
- 9 febbraio - Andrea Romizi, politico italiano
- 9 febbraio - Irina Sluckaja, ex pattinatrice artistica su ghiaccio russa
- 9 febbraio - Mark Antony Wilson, ex calciatore inglese
- 9 febbraio - Zhang Ziyi, attrice e doppiatrice cinese
- 9 febbraio - Luka Špik, canottiere sloveno
- 10 febbraio - Artem Bezrodnyj, calciatore ucraino († 2016)
- 10 febbraio - Rossella Cavallini, ex calciatrice italiana
- 10 febbraio - Igor Gabilondo, ex calciatore spagnolo
- 10 febbraio - Gabriel García de la Torre, allenatore di calcio e ex calciatore spagnolo
- 10 febbraio - Bakary Gassama, arbitro di calcio gambiano
- 10 febbraio - Joey Hand, pilota automobilistico statunitense
- 10 febbraio - Johan Harstad, scrittore norvegese
- 10 febbraio - Anton Heraščenko, politico e giornalista ucraino
- 10 febbraio - Jumaine Jones, ex cestista statunitense
- 10 febbraio - Mads Jørgensen, ex calciatore danese
- 10 febbraio - Kalle Kerman, ex hockeista su ghiaccio finlandese
- 10 febbraio - Holly Parkinson, ex tennista statunitense
- 10 febbraio - Ross Powers, ex snowboarder statunitense
- 10 febbraio - Serhij Tkačenko, ex calciatore ucraino
- 10 febbraio - Emanuele Troise, allenatore di calcio e ex calciatore italiano
- 10 febbraio - Kristen Viikmäe, ex calciatore estone
- 10 febbraio - Frank Willenborg, arbitro di calcio tedesco
- 11 febbraio - Rima Abdul-Malak, politica francese
- 11 febbraio - Elton Brand, ex cestista e dirigente sportivo statunitense
- 11 febbraio - Brandy, cantautrice, attrice e personaggio televisivo statunitense
- 11 febbraio - William Camenzuli, ex calciatore maltese
- 11 febbraio - Arnaud Di Pasquale, ex tennista francese
- 11 febbraio - Natalija Isačenko, ex cestista ucraina
- 11 febbraio - Adriano Paolucci, ex pallavolista italiano
- 11 febbraio - Carlotta Quadri, giornalista, conduttrice radiofonica e autrice televisiva italiana
- 11 febbraio - Edgar Schurtz, allenatore di calcio a 5 e giocatore di calcio a 5 brasiliano
- 11 febbraio - Joachim Sørum, ex calciatore norvegese
- 11 febbraio - Mabrouk Zaid, ex calciatore saudita
- 12 febbraio - Dario Acocella, regista, sceneggiatore e produttore cinematografico italiano
- 12 febbraio - Isabella Arrigoni, conduttrice televisiva italiana
- 12 febbraio - Gérard Gnanhouan, ex calciatore ivoriano
- 12 febbraio - André Leone, ex calciatore brasiliano
- 12 febbraio - Lisa Marzoli, giornalista, autrice televisiva e conduttrice televisiva italiana
- 12 febbraio - Willie Middlebrooks, ex giocatore di football americano statunitense
- 12 febbraio - Guillermo Morán, ex calciatore salvadoregno
- 12 febbraio - Patricio Ormazábal, allenatore di calcio e ex calciatore cileno
- 12 febbraio - Fredrik Östberg, ex fondista svedese
- 12 febbraio - Michela Ponza, ex biatleta italiana
- 12 febbraio - Emanuel Pârvu, attore, regista e sceneggiatore rumeno
- 12 febbraio - Renato Ramos, ex calciatore cileno
- 12 febbraio - Angela Salafia, politica italiana
- 12 febbraio - Jesse Spencer, attore e musicista australiano
- 12 febbraio - Sampsa Timoska, ex calciatore finlandese
- 13 febbraio - Ardit Beqiri, allenatore di calcio e ex calciatore albanese
- 13 febbraio - Markus Bock, arrampicatore tedesco
- 13 febbraio - Anders Breivik, terrorista norvegese
- 13 febbraio - Lucy Brown, attrice inglese
- 13 febbraio - Thomas Bruun Eriksen, ex ciclista su strada danese
- 13 febbraio - Damian Humbley, attore e cantante australiano
- 13 febbraio - Rafael Márquez, allenatore di calcio e ex calciatore messicano
- 13 febbraio - Valeria Molin Pradel, ex hockeista su ghiaccio italiana
- 13 febbraio - Stephan Mølvig, ex canottiere danese
- 13 febbraio - Marianna Pepe, tiratrice a segno italiana († 2018)
- 13 febbraio - Rachel Reeves, economista e politica inglese
- 13 febbraio - La Mala Rodríguez, rapper spagnola
- 13 febbraio - Adrian Sarkisian, ex calciatore uruguaiano
- 13 febbraio - Jeryl Sasser, ex cestista statunitense
- 13 febbraio - Mena Suvari, attrice e modella statunitense
- 13 febbraio - Luca Tabbiani, allenatore di calcio e ex calciatore italiano
- 14 febbraio - Piero Alva, ex calciatore peruviano
- 14 febbraio - Scott Borland, musicista statunitense
- 14 febbraio - Alexánder Castro, ex calciatore costaricano
- 14 febbraio - Cédric Fauré, allenatore di calcio e ex calciatore francese
- 14 febbraio - Panuwat Janta, ex giocatore di calcio a 5 thailandese
- 14 febbraio - Michael Jurack, ex judoka tedesco
- 14 febbraio - Žora Kryžovnikov, regista, sceneggiatore e produttore cinematografico russo
- 14 febbraio - Lan Lixin, ex mezzofondista cinese
- 14 febbraio - Wesley Moodie, ex tennista sudafricano
- 14 febbraio - Michèle Moser, giocatrice di curling svizzera
- 14 febbraio - Yūichirō Nagai, ex calciatore giapponese
- 14 febbraio - Pablo Pallante, ex calciatore uruguaiano
- 14 febbraio - Jocelyn Quivrin, attore francese († 2009)
- 14 febbraio - Patrick Ramsey, ex giocatore di football americano statunitense
- 14 febbraio - Spider Loc, rapper e attore statunitense
- 14 febbraio - Kumiko Yamada, ex cestista giapponese
- 15 febbraio - Hafid Abdessadek, ex calciatore marocchino
- 15 febbraio - Oleksandr Babyč, allenatore di calcio e ex calciatore ucraino
- 15 febbraio - Kaj-Erik Eriksen, attore canadese
- 15 febbraio - Dario Giagoni, politico italiano
- 15 febbraio - Adam Granduciel, cantautore, chitarrista e produttore discografico statunitense
- 15 febbraio - James Harvey, ex cestista australiano
- 15 febbraio - Jonay Hernández, ex calciatore venezuelano
- 15 febbraio - Chantal Janzen, attrice e conduttrice televisiva olandese
- 15 febbraio - Alenka Kejžar, ex nuotatrice slovena
- 15 febbraio - Anouck Lepere, supermodella belga
- 15 febbraio - Mohamed Madihi, ex calciatore marocchino
- 15 febbraio - Scott Severin, ex calciatore scozzese
- 15 febbraio - Hervé Tum, ex calciatore camerunese
- 16 febbraio - Vïtalïý Artemov, calciatore kazako († 2016)
- 16 febbraio - Eugenio Bianchi, fisico italiano
- 16 febbraio - Sara Caroli, ex pallavolista italiana
- 16 febbraio - Stéphane Dalmat, ex calciatore francese
- 16 febbraio - Zelg Galešić, artista marziale misto croato
- 16 febbraio - Maki Kawanishi, schermitrice giapponese
- 16 febbraio - Eric Mun, cantante, rapper e attore sudcoreano
- 16 febbraio - Valentino Rossi, pilota motociclistico, pilota automobilistico e dirigente sportivo italiano
- 16 febbraio - Simone Vanni, maestro di scherma e ex schermidore italiano
- 17 febbraio - Dee, ex attrice pornografica statunitense
- 17 febbraio - Cara Black, ex tennista zimbabwese
- 17 febbraio - Maurizio Bobbato, ex mezzofondista italiano
- 17 febbraio - Eva Gardner, bassista statunitense
- 17 febbraio - Hizaki, chitarrista e musicista giapponese
- 17 febbraio - Jackson Hurst, attore statunitense
- 17 febbraio - Juan de Dios Ibarra, ex calciatore messicano
- 17 febbraio - Jakkaphong Jakrajutatip, imprenditrice tailandese
- 17 febbraio - Pia Käyhkö, ex sciatrice alpina e sciatrice freestyle finlandese
- 17 febbraio - Bear McCreary, compositore e musicista statunitense
- 17 febbraio - Paolo Povia, allenatore di pallacanestro italiano
- 17 febbraio - Conrad Ricamora, attore e cantante statunitense
- 17 febbraio - Federico Ruffo, giornalista e scrittore italiano
- 17 febbraio - Aleksey Stukas, calciatore azero († 2002)
- 17 febbraio - Josh Willingham, giocatore di baseball statunitense
- 17 febbraio - Xu Yunlong, ex calciatore cinese
- 17 febbraio - Songül Öden, attrice turca
- 18 febbraio - Saida Dhahri, judoka tunisina
- 18 febbraio - Mikel Aranburu, ex calciatore spagnolo
- 18 febbraio - Julia Greville, ex nuotatrice australiana
- 18 febbraio - Michael Kauter, schermidore svizzero
- 18 febbraio - Tamás Kámán, ex cestista ungherese
- 18 febbraio - Younis Mahmoud, ex calciatore iracheno
- 18 febbraio - Román Montañez, ex cestista spagnolo
- 18 febbraio - Jean-Philippe Roy, ex sciatore alpino canadese
- 18 febbraio - Jason Scotland, allenatore di calcio e ex calciatore trinidadiano
- 18 febbraio - Juraj Tarr, canoista slovacco
- 18 febbraio - Fantine Thó, cantante e musicista brasiliana
- 18 febbraio - Vega, cantautrice spagnola
- 18 febbraio - Jamar Warren, ex cestista statunitense
- 18 febbraio - Wang Xing, imprenditore cinese
- 18 febbraio - Zhou Mi, ex giocatrice di badminton cinese
- 19 febbraio - Andrew Buchan, attore televisivo e attore teatrale inglese
- 19 febbraio - Brian Brown, ex cestista statunitense
- 19 febbraio - Steve Cherundolo, allenatore di calcio e ex calciatore statunitense
- 19 febbraio - Carlos Eduardo Ferrari, ex calciatore brasiliano
- 19 febbraio - Miki Furukawa, cantante giapponese
- 19 febbraio - Pablo Islas, ex calciatore argentino
- 19 febbraio - Lee Hyo-ri, cantante e attrice sudcoreana
- 19 febbraio - Lee Mi-seon, ex cestista sudcoreana
- 19 febbraio - Séverine Liénard, pallavolista francese
- 19 febbraio - Igor Mitreski, ex calciatore macedone
- 19 febbraio - Luis Prieto Zalbidegoitia, ex calciatore spagnolo
- 19 febbraio - Mariska, cantante e rapper finlandese
- 19 febbraio - Rubén Suárez Estrada, ex calciatore spagnolo
- 19 febbraio - Sarah Schleper, sciatrice alpina statunitense
- 19 febbraio - Tom Rob Smith, scrittore inglese
- 19 febbraio - Vitas, cantautore e attore russo
- 19 febbraio - Mohammed Zaboul, ex calciatore marocchino
- 20 febbraio - Francesco De Carlo, comico e conduttore radiofonico italiano
- 20 febbraio - Luigi Marattin, economista e politico italiano
- 20 febbraio - Moussa N'Diaye, ex calciatore senegalese
- 20 febbraio - Jamal Reynolds, ex giocatore di football americano statunitense
- 20 febbraio - Roberto Júlio de Figueiredo, ex calciatore brasiliano
- 20 febbraio - Johan Sandahl, allenatore di calcio svedese
- 20 febbraio - Song Chong-gug, ex calciatore sudcoreano
- 20 febbraio - Nirut Surasiang, allenatore di calcio e ex calciatore thailandese
- 20 febbraio - Michael Zegen, attore statunitense
- 21 febbraio - Gian Nicola Berardi, ex velocista sammarinese
- 21 febbraio - Tituss Burgess, attore e cantante statunitense
- 21 febbraio - Carlito, wrestler portoricano
- 21 febbraio - Pascal Chimbonda, ex calciatore francese
- 21 febbraio - Ibán Cuadrado, ex calciatore spagnolo
- 21 febbraio - Nathalie Dechy, ex tennista francese
- 21 febbraio - Ayumi Hara, allenatrice di calcio e ex calciatrice giapponese
- 21 febbraio - Jennifer Love Hewitt, attrice, cantautrice e produttrice cinematografica statunitense
- 21 febbraio - Marin Ivanov, ex schermidore bulgaro
- 21 febbraio - Alessandro Motti, tennista e allenatore di tennis italiano
- 21 febbraio - Tobias Müller, doppiatore tedesco
- 21 febbraio - Bryan Lee O'Malley, fumettista e musicista canadese
- 21 febbraio - Jordan Peele, attore statunitense
- 21 febbraio - Zaur Tağızadə, ex calciatore azero
- 21 febbraio - Mamuka Tsereteli, ex calciatore georgiano
- 22 febbraio - Mehdi Amirabadi, ex calciatore iraniano
- 22 febbraio - Rainer Bieli, allenatore di calcio e ex calciatore svizzero
- 22 febbraio - Brett Emerton, ex calciatore australiano
- 22 febbraio - Débora Falabella, attrice brasiliana
- 22 febbraio - Loris Frasnelli, fondista italiano
- 22 febbraio - Muyaya Kayembe, ex calciatore della Repubblica Democratica del Congo
- 22 febbraio - Lee Na-young, attrice sudcoreana
- 22 febbraio - Jefferson Louis, allenatore di calcio e ex calciatore inglese
- 22 febbraio - Andrejs Pavlovs, ex calciatore lettone
- 22 febbraio - Darko Rajaković, allenatore di pallacanestro serbo
- 22 febbraio - Pierre Regonesi, calciatore italiano
- 22 febbraio - Yasunori Takada, ex calciatore giapponese
- 22 febbraio - Péter Veres, ex pallavolista ungherese
- 23 febbraio - Robin Beauregard, ex pallanuotista statunitense
- 23 febbraio - Robert Bednarek, allenatore di calcio e ex calciatore polacco
- 23 febbraio - Julie Brandt-Glass, pattinatrice di velocità in-line statunitense
- 23 febbraio - Luca Celli, ex ciclista su strada italiano
- 23 febbraio - Sariye Gökçe, ex cestista turca
- 23 febbraio - Maryke Hendrikse, doppiatrice bahamense
- 23 febbraio - Andrea Moletta, ex ciclista su strada italiano
- 23 febbraio - Magdalena Ogórek, politica polacca
- 23 febbraio - Jay Shi, tiratore a segno statunitense
- 23 febbraio - Marija Stepanova, ex cestista russa
- 23 febbraio - Hideyuki Ujiie, ex calciatore giapponese
- 23 febbraio - Yodelice, cantautore e attore francese
- 23 febbraio - Sascha Zacharias, attrice svedese
- 24 febbraio - Nicholas Bilotto, allenatore di hockey su ghiaccio e ex hockeista su ghiaccio canadese
- 24 febbraio - Peter Brown, scrittore e illustratore statunitense
- 24 febbraio - Espen Edvardsen, calciatore norvegese
- 24 febbraio - Brian Esposito, ex giocatore di baseball e allenatore di baseball statunitense
- 24 febbraio - Aleksej Kulešov, ex pallavolista russo
- 24 febbraio - Fábio César Montezine, allenatore di calcio e ex calciatore brasiliano
- 24 febbraio - Nicola Padoin, dirigente sportivo e ex calciatore italiano
- 24 febbraio - Maciej Scherfchen, ex calciatore polacco
- 24 febbraio - Jochen Strobl, ex combinatista nordico italiano
- 24 febbraio - Nabil Ben Yadir, attore e regista belga
- 24 febbraio - Frida Öhrn, cantante svedese
- 25 febbraio - László Bodnár, ex calciatore ungherese
- 25 febbraio - Elisa Bonacorsi, ex sciatrice alpina italiana
- 25 febbraio - Virginie Dedieu, nuotatrice artistica francese
- 25 febbraio - Jennifer Ferrin, attrice statunitense
- 25 febbraio - Dmitrij Galkin, pentatleta russo
- 25 febbraio - Karine Guerra, pallavolista brasiliana
- 25 febbraio - Napoleon Harris, ex giocatore di football americano e politico statunitense
- 25 febbraio - Wikus van Heerden, rugbista a 15 sudafricano
- 25 febbraio - David Hoflin, attore svedese
- 25 febbraio - Alessia La Monica, doppiatrice e dialoghista italiana
- 25 febbraio - Felipe Núñez, calciatore cileno
- 25 febbraio - Triguinho, ex calciatore brasiliano
- 25 febbraio - Sergej Vaht, schermidore estone
- 25 febbraio - Ludmila Varmužová, ex tennista ceca
- 25 febbraio - Federico Vespa, giornalista, conduttore radiofonico e scrittore italiano
- 25 febbraio - Jake La Furia, rapper e personaggio televisivo italiano
- 26 febbraio - Guy Bwelle, ex calciatore camerunese
- 26 febbraio - Néstor Contreras, ex calciatore cileno
- 26 febbraio - Richard Egington, canottiere britannico
- 26 febbraio - Steve Evans, allenatore di calcio e ex calciatore gallese
- 26 febbraio - Stefan Giglio, ex calciatore maltese
- 26 febbraio - Bjarni Eggerts Guðjónsson, ex calciatore e allenatore di calcio islandese
- 26 febbraio - Shauntay Hinton, modella e attrice statunitense
- 26 febbraio - Pascal Kalemba, calciatore della Repubblica Democratica del Congo († 2012)
- 26 febbraio - Pedro Mendes, ex calciatore portoghese
- 26 febbraio - Shalim Ortiz, attore e cantante portoricano
- 26 febbraio - Corinne Bailey Rae, cantautrice e chitarrista britannica
- 27 febbraio - Karin Blaser, ex sciatrice alpina austriaca
- 27 febbraio - Adriana Campos, attrice colombiana († 2015)
- 27 febbraio - Ding Meiyuan, ex sollevatrice cinese
- 27 febbraio - Damien Francis, ex calciatore giamaicano
- 27 febbraio - Jurij Kudinov, nuotatore kazako
- 27 febbraio - Anna Vania Mello, ex pallavolista italiana
- 27 febbraio - Andrzej Niedzielan, ex calciatore polacco
- 27 febbraio - Pavel Novotný, ex cestista ceco
- 27 febbraio - Philip Opiyo, ex calciatore keniota
- 27 febbraio - Alba Rohrwacher, attrice italiana
- 27 febbraio - Dillon Sheppard, allenatore di calcio e ex calciatore sudafricano
- 27 febbraio - Kang Doo, attore, cantante e bassista sudcoreano
- 27 febbraio - Christian Timm, ex calciatore tedesco
- 27 febbraio - Lavija Šurnaitė, conduttrice televisiva lituana
- 28 febbraio - Leigh Aziz, ex cestista statunitense
- 28 febbraio - Michael Bisping, ex artista marziale misto e attore britannico
- 28 febbraio - Sébastien Bourdais, pilota automobilistico francese
- 28 febbraio - Amat Escalante, regista e sceneggiatore messicano
- 28 febbraio - Antonio Faccilongo, fotografo italiano
- 28 febbraio - Alexandru Golban, ex calciatore moldavo
- 28 febbraio - Ivo Karlović, ex tennista croato
- 28 febbraio - Sander van Doorn, disc jockey e produttore discografico olandese
- 28 febbraio - Andrij Nesmačnyj, ex calciatore ucraino
- 28 febbraio - Primož Peterka, ex saltatore con gli sci sloveno
- 28 febbraio - Marc Salyers, ex cestista e allenatore di pallacanestro statunitense
- 28 febbraio - Aleksej Savrasenko, ex cestista e dirigente sportivo russo
- 28 febbraio - Remco van der Schaaf, allenatore di calcio e ex calciatore olandese
- 28 febbraio - Stefan Wessels, ex calciatore tedesco